# Whitefield Chadwick
George Whitefield Chadwick, ameriški skladatelj, * 13. november 1854, Lowell, Massachusetts, ZDA, † 4. april 1931, Boston.
Chadwick je bil poleg skladatelja Horatia Parkerja in Edwarda MacDowella predstavnik tako imenovane novoangleške šole ameriških skladateljev poznega 19. stoletja - generacije pred skladateljem Charlesom Ivesom. Na Chadwickova dela je vplivalo predvsem realistično slikarstvo, mnogi obravnavajo njegova dela kot izrazito ameriška; mednje sodijo številne opere, 3 simfonije, 5 godalnih kvartetov, tonskih pesnitev, pesmi itd. Chadwick sodi v skupino skladateljev, imenovanih tudi Bostonskih šest (Boston Six). Poleg njega so v skupini še Amy Beach, Arthur Foote, Edward MacDowell, John Knowles Paine in Horatio Parker.